# Mont Orgueil

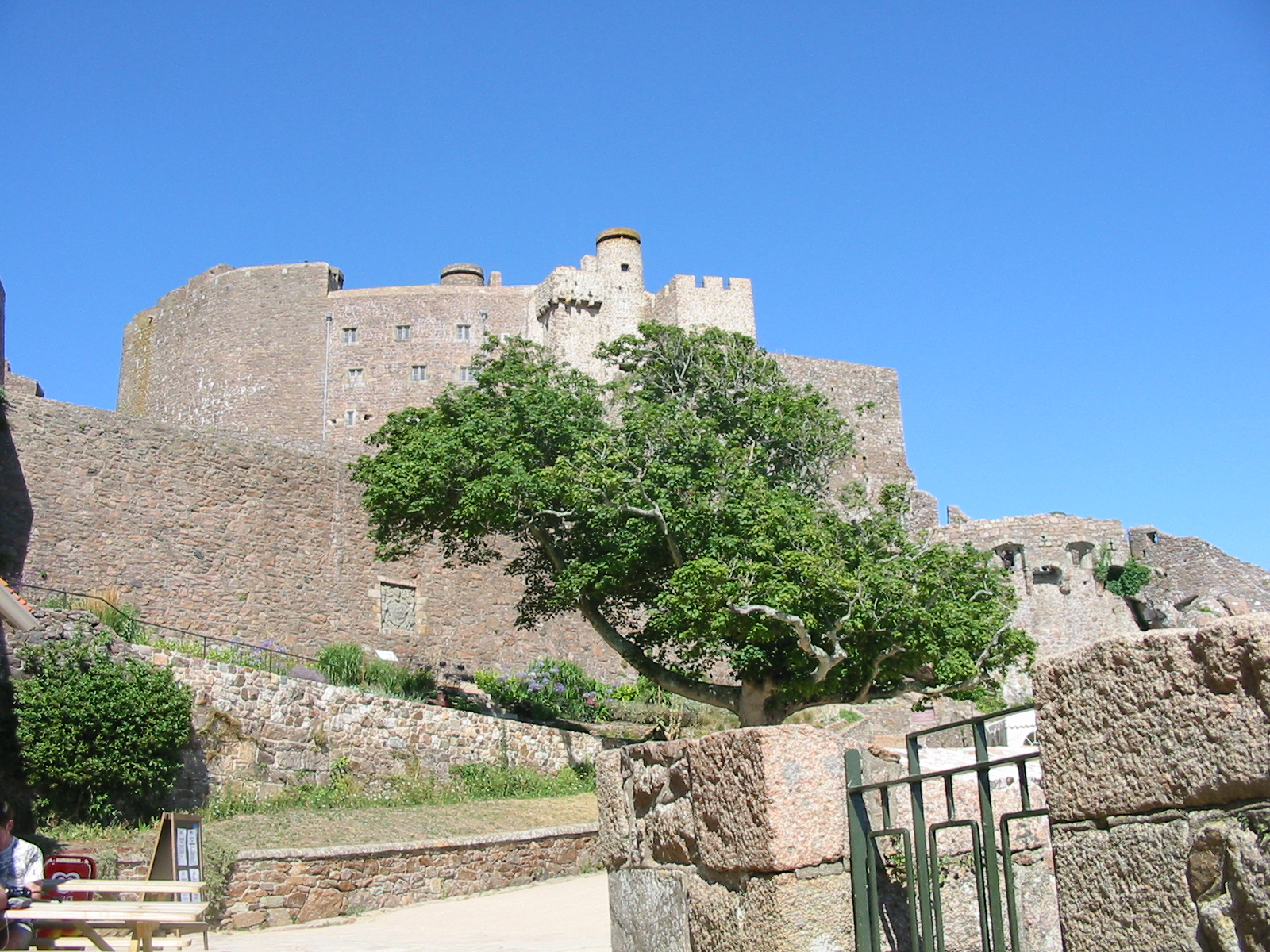
De imposante muren. Links de D-vormige versterking voor beschieting vanaf het land. De ronde bouwwerken bovenop zijn Duitse uitkijktorens uit de Tweede Wereldoorlog

Mont Orgueil of Gorey Castle is een kasteel op Jersey. Het kasteel wordt op Jersey zelf het juweel in de kroon van Jersey genoemd. Er is dan ook veel in het kasteel te bezichtigen.

## De naam van het kasteel
Orgueil is een Frans woord dat trots betekent. Zo betekent de naam van het kasteel de trotse berg. In het Jèrriais wordt het kasteel lé Vièr Châté (het oude kasteel) genoemd.

## Ligging
Het kasteel ligt op een hoge rotsheuvel in Gorey (Jersey) (Grouville) en heeft zicht op de haven van Gorey. In het verleden beveiligde het kasteel dan ook deze havenplaats.
In tegenstelling tot Elizabeth Castle ligt Gorey Castle aan het eiland vast. Het kasteel kan dan ook vanaf het land beschoten worden. Om het kasteel in landrichting te beschermen tegen kanonschoten is er een vreemde, ovale, uitbouw aan het kasteel gemaakt, die eigenlijk alleen uit muur bestaat. Toch verloor het kasteel zijn functie doordat het te beschieten was. Sir Walter Raleigh ontfermde zich rond 1600 over het kasteel zodat het behouden bleef. Het plan bestond om het kasteel af te breken om de oude stenen opnieuw te gebruiken. Raleigh stelde: "'twere pity to cast it down" ('tzou jammer zijn het neder te werpen)
Het kasteel is oorspronkelijk echter gericht op Frankrijk. Vanaf 1204 veranderden de Kanaaleilanden van een vredig oord in een brandpunt van de strijd tussen Engeland en Frankrijk. Het fort Mont Orgueil werd rond die tijd gebouwd om dienst te doen als militaire basis. Het ligt dan ook in het midden van de oostkust van Jersey.
Op korte afstand van het kasteel (maar te voet moet men vanaf het kasteel eerst flink dalen en vervolgens weer omhoog), ligt het neolithische ganggraf de Dolmen du Faldouet.

## Geschiedenis
Het kasteel is bijzonder oud. Al in de prehistorie was er op deze plaats een versterking aanwezig.
De bouw van het huidige kasteel begon in 1204, toen Jersey trouw bleef aan de Engelse koning John van Engeland (in het Nederlands Jan zonder Land genoemd), die heel Normandië verloor aan de Franse koning Filips II. Hiermee kwam Jersey in de frontlinie met Frankrijk te liggen. Het eiland ligt immers slechts op 22 kilometer afstand van de Franse kust. Bij helder weer is de Franse kust vanaf het kasteel te zien.
Het kasteel werd in twee fasen gebouwd:
1. Het middeleeuwse hart, de keep genoemd.
2. Daarna het ommuurde en zwaar versterkte kasteel zoals dat nu te zien is. Dit werd nodig na de uitvinding van het buskruit en het kanon.

Nadat het zijn militaire betekenis had verloren, werd het oude kasteel als enige gevangenis van Jersey gebruikt, totdat er eind 17e eeuw in Saint Helier een nieuwe gevangenis werd gebouwd.
Lastige personen zoals William Prynne en John Lilburne werden door de Engelse kroon naar Mont Orgueil gestuurd, ver van Engels grondgebied. Ook werden in 1661 figuren uit het illegale parlement dat Karel I van Engeland ter dood veroordeelde, te weten Thomas Wayte, Henry Smith, James Temple, Hardress Waller en Gilbert Millington, naar Mont Orgueil overgebracht.
Tijdens de Tudorperiode werd een grote zaal in het kasteel gebouwd, met fraaie gewelven.

## Restauratie
In het begin van de eenentwintigste eeuw werd het kasteel gedurende 5 jaar gerestaureerd. In die periode was het kasteel gesloten voor het publiek. Sinds de restauratie is er op diverse locaties moderne kunst in het kasteel tentoongesteld, waarmee in alle gevallen verwezen wordt naar de geschiedenis van Jersey of het kasteel zelf. Ook zijn vondsten uit het kasteel zelf tentoongesteld.
Voor kinderen aantrekkelijk is bijvoorbeeld de gewonde reus, een reuzegrote impressie van een gewonde soldaat, waarop aangegeven is welke kwetsuren de middeleeuwse arts kon behandelen.
Via allerhande trappen en trapjes komt men op het hoogste punt, dat voorzien is van een in de Tweede Wereldoorlog door de Duitsers aangelegde observatietoren.